# Генунг, Эдвин
Эдвин Бернард Генунг (англ. Edwin Bernard Genung; 15 сентября 1908, Сиэтл, Вашингтон — 2 мая 1986, Риверсайд, Калифорния) — американский легкоатлет, специалист по бегу на средние дистанции. Выступал в конце 1920-х — начале 1930-х годов, трёхкратный чемпион США в беге на 800 метров, победитель чемпионата NCAA, участник летних Олимпийских игр в Лос-Анджелесе.

## Биография
Эдвин Генунг родился 15 февраля 1908 года в Сиэтле, штат Вашингтон.
Занимался лёгкой атлетикой во время учёбы в Вашингтонском университете, состоял в местной легкоатлетической команде, успешно выступал на различных студенческих соревнованиях. Так, в 1929 году на втором курсе университета он одержал победу на чемпионате Национальной ассоциации студенческого спорта (NCAA) в беге на 880 ярдов и стал серебряным призёром на чемпионате США.
В 1930 и 1931 годах дважды выигрывал национальный американский чемпионат в дисциплине 800 метров, тогда как на чемпионате NCAA 1931 года показал третий результат.
В 1932 году на чемпионате США, прошедшем в рамках национального олимпийского отборочного турнира в Стэнфорде, вновь превзошёл всех соперников в беге на 800 метров и в третий раз подряд завоевал золотую медаль, превзойдя действующего чемпиона NCAA Чака Хорнбостела. Благодаря этому успешному выступлению удостоился права защищать честь страны на домашних летних Олимпийских играх в Лос-Анджелесе — на предварительном квалификационном этапе 800-метровой дисциплины занял первое место и благополучно отобрался в финал, тогда как в решающем забеге с личным рекордом 1:51.7 финишировал четвёртым.
За выдающиеся спортивные достижения в 1982 году Эдвин Генунг был введён в Зал славы Вашингтонского универсиатета.
Умер 2 мая 1986 года в Риверсайде, штат Калифорния, в возрасте 77 лет.